# Rhinolophus luctus
Rhinolophus luctus là một loài động vật có vú trong họ Dơi lá mũi, bộ Dơi. Loài này được Temminck mô tả năm 1834.